# Prueba de vida
Proof of Life (titulada en castellano Prueba de vida en España e Hispanoamérica) es una película de suspenso protagonizada por Russell Crowe y Meg Ryan. Dirigida por Taylor Hackford y escrita por Tony Gilroy. Estrenada el 8 de diciembre de 2000 en Estados Unidos.

## Argumento
Mientras construye una presa en el (ficticio) país andino de Tecala, el ingeniero jefe Peter Bowman (David Morse) es secuestrado por fuerzas antigubernamentales y piden un rescate de 3 millones de dólares por él. Su empresa, debido a problemas financieros, ha cancelado la póliza de seguro contra secuestros y no puede costearse pagar tal cantidad. Entonces, su mujer Alice (Meg Ryan) decide contratar al negociador de rehenes Terry Thorne (Russell Crowe) para que salve la vida de Peter.

## Elenco
- Meg Ryan: Alice Bowman
- Russell Crowe: Terry Thorne
- David Morse: Peter Bowman
- Pamela Reed: Janis Goodman
- David Caruso: Dino
- Anthony Heald: Ted Fellner
- Michael Byrne: Lord Luthan
- Stanley Anderson: Jerry
- Gottfried John: Eric Kessler
- Alun Armstrong: Wyatt
- Michael Kitchen: Ian Havery
- Margo Martindale: Ivy
- Mario Ernesto Sánchez: Arturo Fernández
- Tony Vázquez: Marco/Fred
- Pietro Sibille: Juaco
- Vicky Hernández: María
- Norma Martínez: Norma
- Aristóteles Picho: Sandro
- Santiago Ruiz: Trompeta mayor del desfile

## Producción
Aunque los productores querían filmar en Colombia, debido a los peligros que planteaba la guerrilla en ese país en ese momento, la película fue filmada principalmente en Ecuador. Los grandes montones de dinero utilizado para pagar el rescate eran de sucres, la moneda nacional ecuatoriana en el momento de la filmación. El aspecto geográfico y urbano Tecala y sus características políticas se basa libremente en una mezcla de varios países andinos. La caracterización de la ELT parece basarse principalmente en las Fuerzas Armadas Revolucionarias de Colombia (FARC). Coincidentemente, la segunda guerrilla más grande de Colombia es el Ejército de Liberación Nacional o ELN.

### Tecala
La República de Tecala, donde se establece la mayor parte de la película, es un país sudamericano ficticio. Tecala siempre ha sido el escenario de un conflicto interno entre las fuerzas gubernamentales y el Ejército de Liberación de Tecala (ELT). El ELT fue originalmente un grupo guerrillero marxista con el apoyo de la Unión Soviética, pero después de la caída de la Unión Soviética en 1991, la principal fuente de financiamiento de ELT se perdió, y comenzaron a secuestrar gente para pedir rescates para financiar sus operaciones. Un mapa que se ve en la película es un mapa de Ecuador. La capital del país, Quito fue elegida, junto con la selva oriental y la cercana ciudad de Baños de Agua Santa en los Andes ecuatorianos.

## Recepción crítica y comercial
Según la página de Internet Rotten Tomatoes obtuvo un 39% de comentarios positivos, llegando a la siguiente conclusión: "Aunque tenga una premisa interesante y un reparto de superestrellas "Prueba de vida" no es más que un thriller rutinario y que no ofrece nada nuevo."
Según la página de Internet Metacritic obtuvo críticas mixtas, con un 45%, basado en 29 comentarios de los cuales 9 son positivos.
Recaudó 32 millones de dólares en Estados Unidos. Sumando las recaudaciones internacionales la cifra asciende a 62 millones. Su presupuesto fue de 65 millones.
Para colmo, bastante material fue desechado en la edición, pues según lo cuenta la colombiana Vicky Hernández, su participación de cuatro meses sólo aparece algunos segundos en la película, dejando cierta inconformismo en algunos actores latinos.

## Doblaje
En la versión original, Peter Bowman habla en inglés con la guerrilla, ¡pero ellos no entienden!
En la versión latina, los guerrilleros incluyen a Peter Bowman.
En la versión en español, los guerrilleros notan el acento español de Peter Bowman.

## DVD
Prueba de vida salió a la venta el 24 de julio de 2001 en España en formato DVD. El disco contiene menús interactivos, acceso directo a escenas, comentarios en audio, cómo se hizo y tráiler cinematográfico.